# 약실

약실(Chamber)이란 총기에서 탄약이 격발되는 곳이다. 약실은 후장 총포 무기의 총포신이나 실린더 (화기) 뒤쪽 끝에 있는 구멍으로, 발사되기 전에 탄약이 삽입되는 곳이다.

## 기능
탄약통을 약실에 넣는 행위는 수동으로 또는 무기의 작동(예: 펌프 동작, 레버 동작, 볼트 동작 또는 일반적으로 무기 발사를 예상하는 자동 장전 작업)을 통해 약실에 탄약을 삽입하는 것을 의미한다. 사용하기로 결정한 후 무기를 "장전"할 필요가 없다(발사하는 데 필요한 작업 수가 줄어듬).
자동 및 단발 권총(예: Derringer), 소총 및 산탄총은 일반적으로 총신에 단일 약실이 통합되어 있지만 리볼버는 실린더에 여러 개의 약실이 있고 총신에는 약실이 없다. 따라서 권총, 소총, 산탄총은 일반적으로 탄약통이 약실에 삽입되어 있는 한 탄창을 제거한 채로 발사할 수 있는 반면, 리볼버는 실린더가 튀어 나오거나 부러진 상태에서는 전혀 발사할 수 없다.
대부분의 총기는 하나의 구경을 위해 약실이 있지만 일부는 여러 구경을 위해 약실이 있다. 그러나 너무 크거나 작은 카트리지를 발사하는 것은 위험할 수 있다.